# بردول (ميلتون كينس)
بردول، ميلتون كينس (باكينجهامشير) (بالإنجليزية: Bradwell, Milton Keynes)‏ هي قرية وأبرشية مدنية تقع في المملكة المتحدة في باكينجهامشير. يقدر عدد سكانها بـ 9,657 نسمة .